# Яранский почтамт
Яранский почтамт — административное здание в Яранске, узел почтовой связи. Объект культурного наследия России, памятник градостроительства и архитектуры.

## История
Памятник находится по адресу улица Радина, 14. По смежной улице Свободы имеет номер 40. Построен в 1930—1932 годах на месте сгоревших в 1921 году углового двухэтажного дома купца Попцова, владельца серповой фабрики, и деревянного дома с чердаком чиновника Соколова. Автор проекта — яранский архитектор М. П. Костромитинов. Внутри разместились почта, телеграфная и телефонная станции. Со времени возведения и по сей день здание не меняло своего предназначения, здесь располагается центральное городское отделение «Почты России».

## Памятник архитектуры
Здание выполнено в стиле конструктивизма.